# 小野俊行
小野 俊行（おの としゆき、1938年2月9日 - ）は、日本の国土交通技官。気象庁長官を務めた。

## 来歴・人物
岡山県出身。1961年に東京大学理学部を卒業し、同年に気象庁に入庁。1991年に沖縄気象台長、1993年に予報部長を経て、1996年4月から1998年3月までに長官を務めた。
2008年4月に瑞宝重光章を受章。